# フランツ・フォン・テック
フランツ・フォン・テック （Herzog Franz Paul Karl Ludwig Alexander von Teck, 1837年8月28日 - 1900年1月21日）は、初代テック公。英国女王エリザベス2世の曽祖父にあたる。

## 生涯
ヴュルテンベルク公子アレクサンダーとハンガリー貴族出身の妻レーデイ・クラウディアの長男として、エッセケ（現クロアチアの都市オシエク）で生まれた。父はヴュルテンベルク王フリードリヒ1世の甥にあたるが、クラウディアとは貴賤結婚であったため、生まれた子供たちには王位継承権がなかった。母がホーエンシュタイン伯爵夫人の称号をオーストリア皇帝フェルディナント1世から授かり、幼いフランツはホーエンシュタイン姓を名乗った。1863年にテック侯（Fürst von Teck）、1871年にテック公（Herzog von Teck）となった。
父アレクサンダー同様、フランツはオーストリア軍に入隊し、普墺戦争時には大尉まで昇進した。1866年に除隊し、のち1882年エジプト遠征時には大佐として将軍ウルズリー卿のスタッフとなった。
両親の貴賤結婚の結果として、フランツには受け継ぐ領地も資産もなく、当時のヨーロッパ王族と比較しても少ない収入でやりくりしていかなければならなかった。この逼迫した経済状態が、彼の花嫁選びに影響を及ぼした。フランツは、富裕な王家の一員となるような結婚で出世を目指し、ケンブリッジ公アドルファスの娘で4歳年上のメアリー・アデレードと結婚した。
メアリー・アデレードはイギリス王ジョージ3世の孫娘にあたり、血筋も資産も申し分なかった。一方で「ふとっちょのメアリー（Fat Mary）」というあだ名のとおりの腰回りで知られていて、当時既に30代になっており、結婚相手の選択の余地が少なかった。1866年6月12日、ロンドン西部で2人は結婚した。夫妻は4人の子供をもうけた。
収入のないフランツのせいで、夫妻はメアリー・アデレードの受け取る、年にわずか5000ポンドの年金と、メアリー・アデレードの母からの収入の補填で生活をまかなった。メアリー・アデレードは、従姉ヴィクトリア女王に年金額を増やすよう掛け合うため、面会を申し込んだが断られた。しかし、一家はケンジントン宮殿に住まいを持ち、郊外に元シカ狩り用の館だったというホワイト・ロッジも所有した。
つましい収入にもかかわらず、フランツとメアリー・アデレードは社交界の付き合いに金を惜しむことはなかった。1883年、テック公一家はヨーロッパ大陸へ渡り、フィレンツェとドイツで親戚とともにすごしている。一家が帰ってきたのは1885年だった。
1887年、ヴィクトリア女王は自身の即位50周年のゴールデン・ジュビリーの祝いとして、フランツに殿下 (His Highness) の称号を与えた。それでも、テック家は目立った人物も収入もなく、イギリス王室の中で目立たなかった。一家に幸運が舞い込んだのは1891年だった。長女で一人娘のメアリーが、王位継承権第2位のクラレンス公アルバート・ヴィクターと婚約したのだった。婚約後6週間でアルバート・ヴィクターは病死するが、ヴィクトリア女王はテック公女メアリーを気に入っており、クラレンス公の弟ヨーク公ジョージ（のちのジョージ5世）とメアリーを婚約させた。
1897年、フランツは妻メアリー・アデレードに先立たれた。彼は、亡妻の年金を受け取りながら公務はせず、ホワイト・ロッジに住み続けた。1900年、フランツはホワイト・ロッジで亡くなり、亡妻の隣に葬られた。

## 子女
- ヴィクトリア・メアリー（1867年 - 1953年） - イギリス国王ジョージ5世妃
- アドルファス（1868年 - 1927年） - 第2代テック公爵、のちテック公位を放棄し初代ケンブリッジ侯爵となる。
- フランシス（1870年 - 1910年）
- アレグザンダー（1874年 - 1957年） - 初代アスローン伯爵

| ドイツの爵位 | ドイツの爵位         | ドイツの爵位      |
| ------------ | -------------------- | ----------------- |
| 爵位創設     | テック公爵 1871–1900 | 次代 アドルファス |